# Спорыш (растение)
Споры́ш (лат. Polýgonum)  — род одно- или многолетних травянистых растений, реже полукустарников и лиан семейства Гречишные (Polygonaceae), насчитывающий более 200 видов, широко распространённых по всему земному шару. В культуре используется около 20 видов. Встречается также под названиями Горе́ц, или гречи́шник, или гречи́шка.
В более ранних классификациях (Флора СССР, 1939г) научное родовое название Polygonum (Горец) использовалось в расширенном смысле и в его состав включались ныне самостоятельные роды Горец (Persicaria), Спорыш (Polygonum), Аконогонон (Aconogonon), Змеевик (Bistorta). В настоящее время под названием Горец предпочтительно понимается род  Persicaria, например, по данным БИН РАН, издания Флора Сибири, Флора Восточной Европы и других, однако, во многих источниках встречается и устаревшее название "горец" для представителей рода Polygonum (например, Макарша (лат. Polygonum Bistorta)).

## Название
Род Polygonum был описан Карлом Линнеем в 1753 году. Обычно научное название интерпретируется как др.-греч. πολυ- — «много» и γόνυ — «колено, сочленение», что указывает на форму стебля со вздутыми узлами. Однако в греческом и латинском языках это название употреблялось задолго до Линнея для обозначения некоего лекарственного растения. В 1655 году Матиас Мартиниус, описывая растение, которое он называет polygonum, упоминает Скрибония Ларга (составившего в 47 году н. э. сборник рецептов) и приводит альтернативную этимологию, основывая её на др.-греч. γόνος — «отпрыск, семя» и давая латинское пояснение: foecundus — «плодовитый». «Флора Северной Америки» приводит объяснение «много семян» (many seeds) как «грамматически верное» (grammatically correct interpretation).

## Ботаническое описание
Однолетние или многолетние травы, иногда полукустарники, или кустарники и даже встречаются лианы. 
Стебли прямостоячие или распростёртые, иногда вьющиеся.
Листья простые, очерёдные, часто листовые пластинки серповидно-стреловидной формы.
Цветки обоеполые мелкие, в малоцветковых завитках, часто собранных в кистевидные или метельчатые соцветия, иногда пазушные.
Формула цветка: {\displaystyle \ast P_{5}\;A_{3+3}\;G_{(2...3)}}. 
Плод — гранистый орешек, находится в разросшемся околоцветнике. В 1 г до 100 семян.

## Значение и применение
В России некоторые виды спорыша известны прежде всего как лекарственные растения, например, Спорыш птичий (Polygonum aviculare).

## Классификация
В некоторых ранних классификациях виды спорыша включались в род Горец (Polygonum), который трактовался в широком смысле, но сейчас русскоязычное название Горец аттрибутируется с лат. Persicaria, а латинское Polygonum сужено до рода Спорыш.

### Таксономия
- Polygonum L., 1753, Sp. Pl. : 359

Род Спорыш включается в семейство  Гречишные (Polygonaceae) порядка Гвоздичноцветные (Caryophyllales) последовательно входящего в клады Суперастериды → Эвдикоты → Цветковые растения. Таксономическая схема в соответствии с Системой APG IV  по состоянию на декабрь 2023 года:
|  |                          |  |                                   |                                   |                     |  | еще 40 семейств |              |              |                                                                 |
|  |                          |  |                                   |                                   |                     |  |                 |              |              | 217 подтвержденных видов и 771 вид в статусе "неподтвержденных" |
|  |                          |  |                                   | порядок Гвоздичноцветные          |                     |  |                 |              | род Спорыш   |                                                                 |
|  |                          |  |                                   | порядок Гвоздичноцветные          |                     |  |                 |              | род Спорыш   |                                                                 |
|  | клада Цветковые растения |  |                                   |                                   | семейство Гречишные |  |                 |              |              |                                                                 |
|  | клада Цветковые растения |  |                                   |                                   |                     |  |                 |              |              |                                                                 |
|  |                          |  | ещё 63 порядка цветковых растений | ещё 63 порядка цветковых растений |                     |  |                 | еще 60 родов | еще 60 родов |                                                                 |
|  |                          |  |                                   | ещё 63 порядка цветковых растений |                     |  |                 |              | еще 60 родов |                                                                 |

### Виды
Некоторые из них:
- Polygonum argyrocoleon Steud. ex Kunze — Горец серебристый[15] — Кавказ, Средняя Азия, Турецкая Армения, Курдистан
- Polygonum arenarium Waldst. & Kit. — Спорыш песчаный, или Горец песчаный
- Polygonum arenastrum Boreau — Горец полевой
- Polygonum aviculare L. typus[1] — Спорыш птичий, или Горец птичий, или Спорыш — Кавказ, Европа, Сибирь, Дальний Восток, Средняя Азия
  - Polygonum aviculare subsp. aviculare [syn.  Polygonum heterophyllum Lindm. — Горец разнолистный][15] — Кавказ, Европа, Сибирь, Средняя Азия, Дальний Восток
  - Polygonum aviculare subsp. buxiforme (Small) Costea & Tardif [syn.  Polygonum buxiforme Small]
  - Polygonum aviculare subsp. depressum (Meisn.) Arcang. [syn.  Polygonum calcatum Lindm.]
  - Polygonum aviculare subsp. neglectum (Besser) Arcang. [syn.  Polygonum neglectum Besser]
- Polygonum bellardii All. — Спорыш Белларди, или Горец Белларди
- Polygonum douglasii Greene — Горец Дугласа
- Polygonum equisetiforme Sm. — Горец хвощевидный[15] — Кавказ, Средняя Азия
- Polygonum erectum L. — Горец прямой[15] — Северная Америка
- Polygonum humifusum C.Merck ex K.Koch — Спорыш распростёртый, или Горец распростёртый
- Polygonum patulum M.Bieb. — Спорыш отклонённый, или Горец отклонённый
- Polygonum ramosissimum Michx. — Горец многоветвистый